# Dacus signatifrons
Dacus signatifrons är en tvåvingeart som först beskrevs av May 1956.  Dacus signatifrons ingår i släktet Dacus och familjen borrflugor. Inga underarter finns listade i Catalogue of Life.